# Cryptobatrachus conditus
Cryptobatrachus conditus är en groddjursart som beskrevs av Lynch 2008. Cryptobatrachus conditus ingår i släktet Cryptobatrachus och familjen Hemiphractidae. Inga underarter finns listade i Catalogue of Life.